# Marie Anne Lenormand

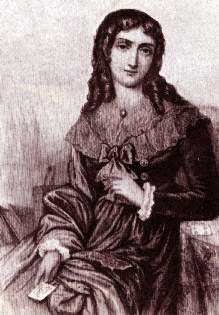
Marie-Anne Adélaïde Lenormand

Marie-Anne Adélaïde Lenormand (* 27. Mai 1772 in Alençon, Basse-Normandie; † 25. Juni 1843 in Paris), gelegentlich Marie-Anne Le Normand, war eine französische Wahrsagerin und Kartenlegerin (früher auch: Kartenschlägerin, s. auch Operette: „Die Kartenschlägerin“ von Franz von Suppè). Sie war namensgebend für die sogenannten Lenormandkarten.

## Leben
In eine Kaufmannsfamilie geboren, wurde Lenormand in einer Klosterschule ihrer Heimatstadt von Benediktinerinnen erzogen. Besonders interessierte sie sich für Sprachen, Musik, Malerei und Literatur. Daneben und sehr zum Missfallen der Klosterschwestern beschäftigte sie sich auch mit dem Wahrsagen. Als Marie-Anne Lenormand im Jahre 1781 die Absetzung der Äbtissin voraussagte und diese Voraussage eintraf, wurde sie von der Schule verwiesen.
1790 ließ sich Lenormand in Paris nieder und konnte sich bereits drei Jahre später, zusammen mit einer Wahrsagerin namens Madame Gilbert, mit einem Bureau für Wahrsagerei selbstständig machen. Eine Verhaftung durch den Wohlfahrtsausschuss schadete ihr nicht, sondern machte sie nur noch bekannter. Ab dem Jahre 1797 wohnte sie in der Rue de Tournon und betrieb dort professionell Wahrsagerei und hatte Kunden aus allen Gesellschaftsschichten.

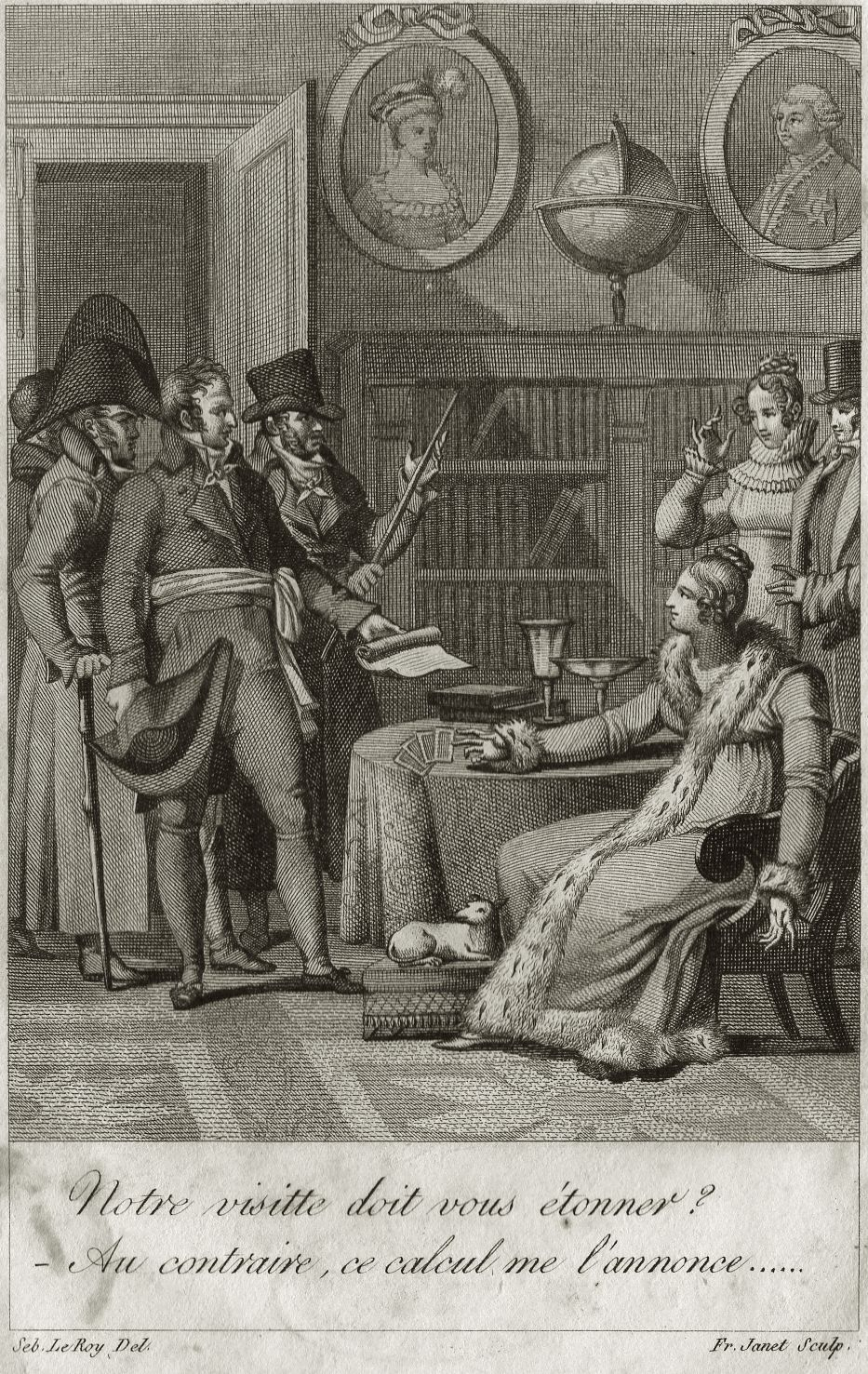
Marie Anne Lenormand, verhaftet in Paris am 11. Dezember 1809.

In den Jahren 1803 und 1809 wurde Marie-Anne Lenormand wegen Hochverrates angeklagt und landete im Gefängnis, jedoch schienen die Anklagen nicht sehr ernsthaft gewesen zu sein, da sie beide Male nur kurz inhaftiert gewesen war.
In den folgenden Jahren wurde Marie-Anne Lenormand immer berühmter, selbst die französische Kaiserin Joséphine und der Kaiser von Russland Alexander I., den sie auf dem Aachener Kongress 1818 besuchte, zogen sie zu Rate.
Nach dem Tod des Thronerben am 14. Februar 1820 und mit der damit verbundenen Änderung der Politik Ludwigs XVIII. emigrierten viele politische Gegner nach Brüssel, unter ihnen auch Marie Anne Lenormand. Auch in Brüssel wurde sie verhaftet, diesmal unter der Anklage der Spionage. Mehrmals legte Marie-Anne Lenormand Berufung ein, die jedoch immer abgelehnt wurden. Erst als einige ihrer Anhänger öffentlich Druck ausübten, kam es zu einer neuen Verhandlung, diesmal lautete das Urteil Hexerei, trotzdem wurde Marie Anne Lenormand aus der Haft entlassen.
Im Jahre 1830, nach der Julirevolution zog sich Marie-Anne Lenormand in ihr Privatleben zurück und legte nur noch für ihre Freunde die Karten und genoss ihren Reichtum.
Am 25. Juni 1843 starb sie durch den Kunstfehler eines Arztes.

## Die beiden Marie-Anne Lenormands
Laut Geburtsregister von Alençon gibt es zwei Eintragungen: am 16. September 1768 und am 27. Mai 1772. An beiden Tagen wurde eine Marie-Anne Lenormand in Alençon geboren. 1768 handelte es sich jedoch um Marie-Annes Schwester, ein Baby, das bereits wenige Stunden nach der Geburt verstarb. Marie-Anne Lenormands Mutter Anne-Marie Gilbert nannte ihr zweites Mädchen wiederum Marie-Anne, dem alten Aberglauben nach, dass die Seele ihrer toten Tochter in diesem Mädchen weiterlebe, wenn es denselben Namen wie das tote Kind bekäme. Die Wahrsagerin Marie-Anne Lenormand wurde also am 27. Mai 1772 geboren.

## Lenormandkarten

Annonce für Lenormand-Karten, Vossische Zeitung Nr. 80, 4. April 1855, Beilage, S. 5

Die als Lenormandkarten bekannten Wahrsagekarten sind nach ihr benannt, jedoch wurden sie in der heutigen Form nicht von ihr benutzt. Sie benutzte zum Kartenlegen sehr wahrscheinlich die Decks von Jean-François Alliette, Künstlername: Etteilla (»Alliette« rückwärts). Er nannte sich „Erfinder des Kartenlegens“ und veröffentlichte allen Widerständen zum Trotz bereits im Jahre 1791 sein Buch Etteilla, ou manière de se récréer avec un jeu de cartes und entwarf sein „Petit Etteilla“-Deck, das ein populäres Wahrsagedeck zur damaligen Zeit in Frankreich war und Lenormand damit zur Verfügung stand.
Der Name „Lenormand“ wurde nach ihrem Tode für einige Kartomantie-Blätter verwendet. Eines der Spiele war das immer noch populäre Petit Lenormand mit 36 illustrierten Karten. Die Motive der Karten gehen zurück auf das Spiel der Hoffnung, entwickelt um 1799 durch Johann Kaspar Hechtel von Nürnberg.

## Werke
- Les souvenirs prophétiques d’une sibylle sur les causes secrétes de son arrestation. Paris 1814 (592 Seiten).
- Anniversaire de la mort de l’impératrice Josephine. 1815.
- La sibylle au tombeau de Louis XVI. 1816.
- Les oracles sibyllins ou la suite des souvenirs prophétiques. Paris 1817 (528 Seiten).
- La sibylle au congrès d’Aix-la-Chapelle. 1819 (316 Seiten).
- Mémoires historiques et secrets de l’impératrice Joséphine, Marie-Rose Tascher-de-la-Pagerie, première épouse de Napoléon Bonaparte. Paris 1820 (Band 1: ? / Band 2: 556 Seiten).
- Mémoire justificatif présenté par Mlle Le Normand. 1821 (20 Seiten).
- Cri de l’honneur. 1821 (18 Seiten).
- Souvenirs de la Belgique. Cent jours d’infortunes où le procès mémorable. 1822 (416 Seiten).
- L’ange protecteur de la France au tombeau de Louis XVIII. 1824.
- L’ombre immortelle de Catherine II au tombeau d’Alexandre Ier. 1826.
- L’ombre de Henri IV au palais d’Orléans. 1830 (107 Seiten).
- Le petit homme rouge au château des Tuileries. Paris 1831 (107 Seiten).
- Manifeste des dieux sur les affaires de France. 1832 (60 Seiten).
- Arrêt suprême des dieux de l’Olympe en faveur de Mme. la duchesse de Berry et de son fils. 1833 (144 Seiten).

Mutmaßlich verfasste sich auch:
- Histoire de Jean VI. de Portugal, depuis sa naissance jusqu’à sa mort en 1826. Ponthieu, Paris 1827.